# Чорний ящик (фільм, 2020)
Чорний ящик (Black Box) — американський науково-фантастичний фільм жахів 2020 року, режисер Еммануель Осей-Куффур-молодший; сценарій його та Стівена Германа.

## Про фільм
Після втрати дружини та пам'яті в автомобільній аварії батько-одинак Нолан проходить болісне експериментальне лікування. Тепер він страждає від амнезії та дивних видінь, у яких на нього хтось або щось нападає. Забувши, як завжди, забрати маленьку доньку зі школи та зіткнувшись з перспективою спілкування з органами забезпечення прав дитини, Нолан наважується на експериментальне лікування.
Але створіння з кошмарів нікуди не зникає і підкрадається дедалі ближче.
Нолан починає сумніватися, хто він насправді.

## Знімались
| Актор         | Роль    |
| ------------- | ------- |
| Мамуду Аті    | Нолан   |
| Філісія Рашад | Ліліан  |
| Шармен Бінгва | Міранда |